# Grégoire Amiot
Grégoire Amiot (Cholet, 10 mei 1995) is een Frans voetballer die als verdediger voor onder andere Fortuna Sittard speelde.

## Carrière
Grégoire Amiot speelde in de jeugd van Vendée Les Herbiers Football, SO Cholet en Toulouse FC. Bij de laatste club speelde hij van 2012 tot 2015 in het tweede elftal, wat uitkwam in de Championnat de France Amateur 2. In 2015 vertrok hij naar het tweede elftal van Stade de Reims, waarmee hij in het seizoen 2015/16 uit de CFA 2 naar de Championnat de France Amateur wist te promoveren. Het seizoen erna maakte hij ook deel uit van de eerste selectie van Stade de Reims, en debuteerde voor deze club op 9 augustus 2016, in de met 2-5 verloren thuiswedstrijd tegen Le Havre AC in het toernooi om de Coupe de la Ligue. Na één seizoen in de Ligue 2 te hebben gespeeld, vertrok Amiot in 2017 naar competitiegenoot Football Bourg-en-Bresse Péronnas 01. Met deze club degradeerde hij in zijn eerste seizoen naar de Championnat National. In 2019 sloot hij na een proefperiode aan bij de Nederlandse club Fortuna Sittard, waar hij een contract voor twee jaar tekende. Hij debuteerde voor Fortuna op 4 augustus 2019, in de met 4-0 verloren uitwedstrijd tegen AZ. In 2020 werd hij aan het Zweedse Falkenbergs FF verhuurd. Na zijn verhuurperiode keerde hij de tweede helft van het seizoen 2020/21 terug bij de selectie van Fortuna, waar hij nog eenmaal speelde voor zijn contract afliep. In oktober sloot hij aan bij de amateurclub Le Puy Foot 43 Auvergne.

### Statistieken
| Seizoen                        | Club                                 | Land           | Competitie     | Competitie | Competitie | Beker | Beker | Overig | Overig | Totaal | Totaal |
| Seizoen                        | Club                                 | Land           | Competitie     | Wed.       | Dlp.       | Wed.  | Dlp.  | Wed.   | Dlp.   | Wed.   | Dlp.   |
| ------------------------------ | ------------------------------------ | -------------- | -------------- | ---------- | ---------- | ----- | ----- | ------ | ------ | ------ | ------ |
| 2012/13                        | Toulouse FC B                        | Frankrijk      | CFA 2          | 8          | 0          | –     | –     | –      | –      | 8      | 0      |
| 2013/14                        | Toulouse FC B                        | Frankrijk      | CFA 2          | 4          | 0          | –     | –     | –      | –      | 4      | 0      |
| 2014/15                        | Toulouse FC B                        | Frankrijk      | CFA 2          | 21         | 1          | –     | –     | –      | –      | 21     | 1      |
| 2015/16                        | Stade de Reims B                     | Frankrijk      | CFA 2          | 22         | 0          | –     | –     | –      | –      | 22     | 0      |
| 2016/17                        | Stade de Reims B                     | Frankrijk      | CFA            | 11         | 0          | –     | –     | –      | –      | 11     | 0      |
| 2016/17                        | Stade de Reims                       | Frankrijk      | Ligue 2        | 12         | 1          | 2     | 0     | 1      | 0      | 15     | 1      |
| 2017/18                        | Football Bourg-en-Bresse Péronnas 01 | Frankrijk      | Ligue 2        | 34         | 1          | 4     | 0     | 1      | 0      | 39     | 1      |
| 2018/19                        | Football Bourg-en-Bresse Péronnas 01 | Frankrijk      | National       | 22         | 1          | 1     | 0     | 1      | 0      | 24     | 1      |
| 2019/20                        | Fortuna Sittard                      | Nederland      | Eredivisie     | 9          | 0          | 1     | 0     | –      | –      | 10     | 0      |
| 2020                           | → Falkenbergs FF                     | Zweden         | Allsvenskan    | 12         | 0          | 0     | 0     | –      | –      | 12     | 0      |
| 2020/21                        | Fortuna Sittard                      | Nederland      | Eredivisie     | 1          | 0          | 0     | 0     | –      | –      | 1      | 0      |
| 2021/22                        | Le Puy Foot 43 Auvergne              | Frankrijk      | National 2     | 18         | 2          | 1     | 0     | –      | –      | 19     | 2      |
| 2022/23                        | Le Puy Foot 43 Auvergne              | Frankrijk      | National       | 10         | 0          | 1     | 0     | –      | –      | 11     | 0      |
| Carrièretotaal                 | Carrièretotaal                       | Carrièretotaal | Carrièretotaal | 184        | 6          | 10    | 0     | 3      | 0      | 197    | 6      |
| Bijgewerkt op 19 februari 2023 |                                      |                |                |            |            |       |       |        |        |        |        |